# Réjaumont (Gers)
Réjaumont (gaskognisch: Rejaumont) ist eine französische Gemeinde und ein Dorf mit 247 Einwohnern (Stand 1. Januar 2022) im Département Gers in der Region Okzitanien (bis 2015 Midi-Pyrénées); sie gehört zum Arrondissement Condom und zum Gemeindeverband Lomagne Gersoise. Die Bewohner nennen sich Réjaumontois/Réjaumontoises.
Sie ist umgeben von den Nachbargemeinden La Sauvetat im Norden, Sainte-Radegonde im Nordosten, Fleurance im Osten, Préchac im Südosten und Süden, Cézan im Süden und Südwesten sowie Larroque-Saint-Sernin im Westen resp. Nordwesten.

## Bevölkerungsentwicklung
| Jahr                       | 1793 | 1821 | 1831 | 1962 | 1968 | 1975 | 1982 | 1990 | 1999 | 2006 | 2011 | 2016 |
| Einwohner                  | 849  | 1029 | 757  | 264  | 204  | 200  | 185  | 183  | 175  | 181  | 212  | 239  |
| Quellen: Cassini und INSEE |      |      |      |      |      |      |      |      |      |      |      |      |